# 五穀岡伏波將軍廟
24°31′14″N 120°49′21″E / 24.520485°N 120.822458°E
五穀岡伏波將軍廟，是位於臺灣苗栗縣公館鄉五穀岡的伏波廟。

## 歷史沿革
苗栗縣後龍溪流域有伏波將軍信仰，苗栗市及公館鄉各有一座伏波廟。其中，公館鄉的五穀岡伏波將軍廟是道光二十二年（1842年）建立，起初以石板建造。廟址位在五穀國小南側、五穀及玉谷村交界處，西側為土地公祠。
對於此伏波廟建廟原因：一謂，早年現址是一片有小溪的荒蕪之地，每遇洪水即淹沒附近農田，為化解水患，即建立該廟祭祀馬援。二謂，先民與盜匪時有糾葛，不勝其擾，便設此將軍廟，以威盜匪。
1960年，廟宇改建成今狀。因與土地祠毗鄰，又外觀近似土地公廟，地方人士因而統稱「雙連伯公」。
原先廟方管委會是用鄰近的村活動中心辨公，之後租對面房子。2020年5月17日啟用，鄉長曾美露、立委徐志榮妻子王慧珍、公館鄉代會主席劉冠霆、副主席湛炎慶等人共同揭牌。

## 祭祀活動

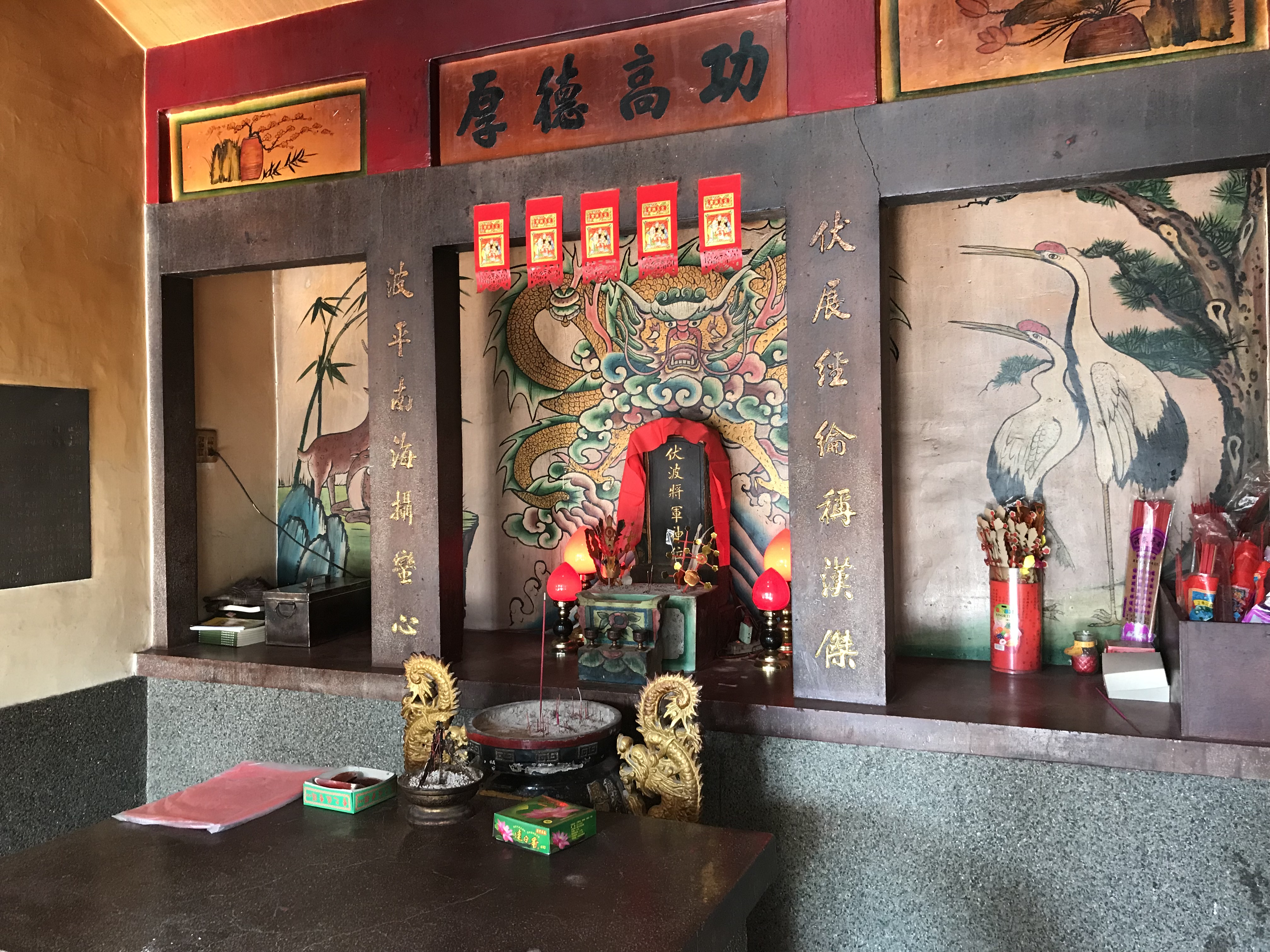
牌位

不同於苗栗市的橫車道伏波廟有神像，五穀岡伏波將軍廟奉祀神座僅有石牌碑文。
地方習俗是孩童算命視為「帶弓」、「帶箭」或是命理與雙親相剋者，只要讓子女認伏波將軍作義父，便可化解。每年到農曆八月十三日伏波將軍誕辰或生日十天前，信徒會來此禱、還願。
伏波將軍誕辰之日，廟方辦理慶祝聖誕暨客家文化活動，如搓湯圓、打粢粑、製作漉湯齊（牛汶水）、擲筊比賽，及擎四角桌、竹編菜籃挑擔等。徐耀昌任縣長內曾參加。